# イーダ・ノダック
イーダ・ノダック（Ida Noddack、1896年2月25日 - 1978年9月24日）は、ドイツの化学者、物理学者。1934年、のちに核分裂という名前がつけられる考えに初めて言及した。夫のワルター・ノダックとオットー・ベルグとともに元素75であるレニウムを発見した。ノーベル化学賞の候補に3度なっている。旧姓タッケ(Tacke)。イーダ・タッケとも呼ばれる。

## 生い立ち
1896年にライン川の北部の地域であるLackhausen（現在のWeselの都市の一部）で生まれた。学問の道をどのように選んだかを「教師には全くなりたくなく、当時は研究と産業において物理学者が雇われることが比例して少なかったので、化学者になることにした。この決断はライン川の下流域で小さなワニス工場を所有していた父に歓迎された」と説明している。長く過酷なプログラムに惹かれベルリン工科大学に入学することにした。女性が全てのベルリンの大学で勉強することを許された6年後の1915年に同大学に入学した。クラスの85人のうち、9人が化学を勉強した。1918年、化学と冶金工学、特に高級脂肪族脂肪酸無水物の研究により大学から学位を得た。彼女はドイツで化学を研究した最初の女性の1人であり、ドイツの女性学生の第一世代の1人であった。さらに、化学を研究する女性の割合は第1次世界大戦前の3%から戦中には35%まで増加した。卒業後、アメリカのゼネラル・エレクトリックと提携するAEGのベルリンタービン工場の化学研究所で働いていた。
彼女が働いていた建物はペーター・ベーレンスにより設計され、世界的に有名な建物でありタービンに似ていた。ベルリン工科大学で研究員として働いていたときに夫のワルター・ノダックに出会い、1926年に結婚した。結婚の前後で2人はパートナー、"Arbeitsgemeinschaft"（ワーキンググループ）または「ワークユニット」として働いていた。

## 核分裂
1934年のエンリコ・フェルミによる中性子衝突実験の化学的証拠（この実験からフェルミは超ウラン元素が生成された可能性があると仮定した）を正しく批判した。この理論は数年間広く受け入れられた。しかし、ノダックの論文"On Element 93"は多くの可能性を示唆したが、フェルミが鉛だけではなく、自身の照明においてウランより軽い元素を全て化学的に取り除くことができなかったことに焦点をあてた。この論文は今日では、単にフェルミの化学的証拠の欠陥を正しく指摘しただけではなく、「核がいくつかの大きな断片に分裂することが考えられ、これは勿論既知の元素の同位体であるが照射する元素の隣ではない」可能性を示唆したため、重要であると考えられている。このようにすることで数年後に核分裂として知られるようになるものを予言した。しかし、ノダックの理論はこの可能性の実験的証拠または理論的根拠を示していなかったため、正しいにもかかわらず論文は概して無視され嘲笑を受けた。オットー・ハーンなど何人かのドイツの科学者はノダックの研究を「ばかげている」と見なしていた。1929年のウォール街における大暴落により、職場での女性の地位は何年もの間低下し続けていた。1932年、ヨーロッパの他の人々を複製するドイツの法律が施行され、男性が就ける多くの職ができるために、既婚女性は仕事を辞めて主婦になることを強制された。ノダックは「無給の協力者」としての地位によりこの法律を免れることができた。
ノダックの核分裂の考えは、ずっと後になるまで確認されなかった。1938年にイレーヌ・ジョリオ＝キュリー、フレデリック・ジョリオ＝キュリー、Pavle Savićがフェルミと同様の実験を行ったところ、想定していた超ウラン元素が隣接する元素の特性ではなく希土類の特性を示したときに、いわゆる「解釈の難しさ」が生じた。最終的に1938年12月17日にオットー・ハーンとフリッツ・シュトラスマンは、それ以前に推定された超ウラン元素がバリウムの同位体であるという化学的証拠を提供し、ハーンはこれらの刺激的な結果を亡命した同僚のリーゼ・マイトナーに書き、このプロセスをウラン原子核の軽い元素への「破裂」として説明した。マイトナーとオットー・ロベルト・フリッシュはFritz Kalckarとニールス・ボーアの液滴仮説（最初1935年にジョージ・ガモフにより提案された）を使用して、フリッシュが核分裂と造語したものの最初の理論モデルと数学的証明を提供した。フリッシュはまた、霧箱を用いて核分裂反応を実験的に検証し、エネルギー放出を確認した。したがって、ノダックの元の仮説が最終的に受容された。

## 元素の発見
ノダックと後の夫はPhysikalisch-Technische Reichsanstaltで当時未知であった元素43と元素75を探した。1925年、彼らは論文 (Zwei neue Elemente der Mangangruppe, Chemischer Teil) を発表し、新しい元素をレニウム(75)とマスリウムと呼んだ。レニウムはイーダの生地にちなみ、マスリウムは夫の生地にちなんでいる。科学者たちがこの結果に懐疑を抱いた後、ノダックはその発見を確認するためにさらなる実験を行い始めた。レニウムは確認することができたが、元素43を分離することはできず、結果に再現性がなかった。これらの成果により、イーダはドイツ化学会で権威のあるリービッヒ・メダルを受賞した。
元素43は、エミリオ・セグレとCarlo Perrierによりベータ崩壊を受けサイクロトロンから廃棄されたモリブデン箔片から完全に分離された。この元素は人工的に作られたことからテクネチウムと最終的に命名された。テクネチウムの同位体で半減期が420万年以上のものはなく、自然界に存在する元素としては地球上で消失したと推定された。1961年、自発的な238Uの核分裂から生成されたピッチブレンド中の微量のテクネチウムが、B. T. Kennaとポール黒田により発見された。
この発見に基づき、ベルギーの物理学者Pieter van Asscheはデータの分析を構築し、ノダックらの分析方法の検出限界が彼らの論文で報告された10−9よりも「1000倍低い」可能性があることを示した。これはノダックらが測定可能な量の元素43を最初に見つけた可能性があることを示すためであり、彼らが分析した鉱石にはウランが含まれていた。
Van Asscheのノダックらの残留組成の推定値を使用して、NISTの科学者John T. Armstrongはコンピュータで元のX線スペクトルをシミュレートし、その結果は「公開されているスペクトルに驚くほど近い！」と主張した。マインツ大学のGunter Herrmannはvan Asscheの主張を検討し、それらはアドホックで開発され、所定の結果を余儀なくされたと結論付けた。Kennaと黒田によると、典型的なピッチブレンド（50%ウラン）で予想される99テクネチウムの含有量は鉱石1kgあたり約10 −10 g/kgである。F. Habashiはノダックらのコルンブ石の試料ではウランが約5%を超えることはなく、元素43の量は鉱石1kgあたり3 × 10 −11 µg/kgを超えることはできないと指摘した。そのような少量は計量することができず、要素43のX線を背景雑音と明確に区別することもできなかった。この存在を検出する唯一の方法は、放射線測定を実行することであった。この方法はノダックはとることができなかったが、セグレとPerrierは採用できた。
van AsscheとArmstrongの主張に続き、ノダックよりも前に主張された小川正孝の研究が調査された。1908年、彼は元素43を単離したと主張し、これをニッポニウムと呼んだ。吉原賢二は、元のプレート（シミュレーションではない）を使用して、小川は第5周期第7族元素43（エカマンガン）は発見しなかったが、第6周期第7族元素75（dviマンガン）（レニウム）をノダックより17年も早く分離することに成功していたと決定した。

## 顕著な推薦と受賞
レニウムとマスリウムを発見したことにより、ノーベル化学賞に3度候補になっている。ノダックと夫は1932年、1933年、1935年、1937年と繰り返しノーベル賞候補となった（1度1933年にWalther NernstとK. L. Wagnerによって、夫婦では1935年にW. J. Müllerによって、1937年にA. Skrabalによって）。2人はドイツ化学協会の権威あるリービッヒメダルも授与された。1934年、スウェーデン化学協会のシェーレメダルを授与され、レニウム濃縮物に関するドイツ特許を取得した。

## 著作
- Tacke, Ida, and D. Holde. 1921. Über Anhydride höherer aliphatischer Fettesäuren. Berlin, TeH., Diss., 1921. (On higher aliphatic fatty acid anhydrides )
- Noddack, Walter, Otto Berg, and Ida Tacke. 1925. Zwei neue Elemente der Mangangruppe, Chemischer Teil. [Berlin: In Kommission bei W. de Gruyter]. (Two new elements of the manganese chemical group)
- Noddack, Ida, and Walter Noddack. 1927. Das Rhenium. Ergebnisse Der Exakten Naturwissenschaften. 6. Bd. (1927) (Rhenium)
- Noddack, Ida, and Walter Noddack. 1933. Das Rhenium. Leipzig: Leopold Foss. (Rhenium)
- Noddack, Ida (1934). Über das Element 93. Angewandte Chemie. 47(37): 653-655. (On Element 93).
- Noddack, Walter, and Ida Noddack. 1937. Aufgaben und Ziele der Geochemie. Freiburger wissenschaftliche Gesellschaft, Hft. 26. Freiburg im Breisgau: H. Speyer, H.F. Schulz. (Tasks and goals of Geochemistry)
- Noddack, Ida, and Walter Noddack. 1939. Die Häufigkeiten der Schwermetalle in Meerestieren. Arkiv för zoologi, Bd. 32, A, Nr. 4. Stockholm: Almqvist & Wiksell. (The frequency of heavy metals in marine animals)
- Noddack, Ida. 1942. Entwicklung und Aufbau der chemischen Wissenschaft. Freiburg i.Br: Schulz. (The development and structure of chemical science)